# الدنوه القبلية (إب)

تعديل مصدري - تعديل

الدنوه القبلية هي إحدى قرى عزلة الروس بمديرية إب التابعة لمحافظة إب، بلغ تعداد سكانها 1471 نسمة حسب تعداد اليمن لعام 2004.